# Цимиротич, Себастьян
Себастья́н Цимиро́тич (словен. Sebastjan Cimirotič; 14 сентября 1974, Любляна, СФРЮ) — словенский футболист, нападающий. Участник ЧМ 2002 в составе сборной Словении.

## Клубная карьера
Свою профессиональную карьеру Себастьян начал в «Словане» из Любляны. В 1994 году перешёл в «Олимпию», в составе которой дважды становился чемпионом Словении и один раз выиграл Суперкубок. С 1996 по 2000 год играл за рубежом за хорватскую «Риеку» и израильский «Хапоэль» из Тель-Авива. В составе последнего один раз выигрывал чемпионат Израиля и дважды Кубок. После этого вернулся обратно, в «Олимпию» и выступал за неё в сезоне 2000/01. В 2001 году уехал в Италию, где на протяжении двух сезонов защищал цвета «Лечче». В 2003 году снова перешёл в «Олимпию» и выступал за неё до 2005 года. В 2005 году Цимиротич успел поиграть сразу за три клуба: словенский «Публикум», южнокорейский «Инчхон Юнайтед» и хорватский «Хайдук» из Сплита (на правах аренды). В «Хайдуке» играл мало и был снова отдан в аренду в «Домжале», в составе которого выиграл чемпионат Словении. В 2007 году права на футболиста у «Инчхон Юнайтед» выкупила «Олимпия», и Себастьян в четвёртый раз оказался в клубе из Любляны.

## Международная карьера
За сборную Себастьян дебютировал 23 марта 1998 года в матче против команды Польши (0:2). Участник ЧМ 2002. На ЧМ забил один гол в матче против команды Испании. Всего за сборную Словении провёл 33 матча и забил 6 мячей.

### Голы за сборную
Счёт и результат для Словении показан первым.
| Дата            | Место         | Соперник  | Счёт | Результат | Соревнование      |
| --------------- | ------------- | --------- | ---- | --------- | ----------------- |
| 6 июня 2001     | Базель        | Швейцария | 1:0  | 1:0       | ОЧМ               |
| 2 июня 2002     | Кванджу       | Испания   | 1:2  | 1:3       | ЧМ                |
| 21 августа 2002 | Триест        | Италия    | 1:0  | 1:0       | Товарищеский матч |
| 7 сентября 2002 | Любляна       | Мальта    | 3:0  | 3:0       | ОЧЕ               |
| 20 августа 2003 | Мурска-Собота | Венгрия   | 2:0  | 2:1       | Товарищеский матч |
| 3 сентября 2005 | Целе          | Норвегия  | 1:1  | 2:3       | ОЧМ               |

## Достижения
«Олимпия» (Любляна)
- Чемпион Словении (2): 1993/94, 1994/95
- Обладатель Кубка Словении (1): 2000
- Обладатель Суперкубка Словении (1): 1995

«Домжале»
- Чемпион Словении (1): 2006/07

«Публикум»
- Обладатель Кубка Словении (1): 2005

«Хапоэль» (Тель-Авив)
- Чемпион Израиля (1): 1999/00
- Обладатель Кубка Израиля (2): 1999, 2000